# Zazacatla

Zazacatla, vicino ad alcuni siti dell'età Formativa e alla terra d'origine degli Olmechi.

Zazacatla è un sito archeologico pre-colombiano situato nella piana centrale del Messico, risalente al periodo dell'età Formativa nella storia della Mesoamerica. Il sito è stato esplorato per la prima volta nel 2006 a 40 km di distanza a sud di Città del Messico. Le prime ricerche degli archeologi dall'Istituto Nazionale di Storia Archeologica del Messico portarono prove di una influenza Olmeca sulla cultura del sito, la prima della regione occidentale di Morelos.
Solo una parte del centro cerimoniale di Zazacatla è stato esplorato su una superficie di circa 9000 metri quadrati di terreno. L'area totale coperta dal sito è stimata intorno a 2,5 km quadri.
I primi abitanti di Zazacatla si stabilirono nella regione intorno all'800 - 500 a.C., età in quale sorse il sito olmeco di La Venta a 400 km verso est.
L'archeologa Giselle Canto ha spiegato alla Associate Press che gli abitanti adottarono lo stile Olmeco quando cambiarono la loro semplice società egalitaria in una più complessa gerarchicamente.
Canto crede che gli abitanti potessero non essere etnicamente appartenenti alla gente olmeca.
In gennaio 2007, il governatore di Morelos, Marco Adame Castillo, ha offerto allo stato il ricavato di una raccolta di fondi per la conservazione del sito e per includerlo nei luoghi turistici e culturali dello stato, prevedendo che un progetto turistico si sarebbe sviluppato quando le ricerche archeologiche si fossero portate avanti.